# 5460 Tsénaatʼaʼí
5460 Tsénaatʼaʼí eller 1983 AW är en asteroid i huvudbältet som upptäcktes den 12 januari 1983 av den amerikanske astronomen Brian A. Skiff vid Anderson Mesa Station. Den är uppkallad efter ordet Tsénaatʼaʼí, vilket på Navajo betyder Flygande sten.
Asteroiden har en diameter på ungefär 3 kilometer.